# Elena Páez Ríos
Elena Páez Ríos (La Unión, Murcia, 1 de noviembre de 1909–Madrid, 23 de abril de 1998) fue una bibliotecaria y funcionaria española. Fue directora de la Sección de Estampas y Bellas Artes de la Biblioteca Nacional de España, Madrid, entre 1942 y 1979, año de su jubilación. 

## Biografía
Nació en La Unión, Murcia en 1909, cursó estudios de bachillerato superior en su pueblo natal. Después se examinó por libre en el Instituto de Segunda Enseñanza de Cartagena en 1919 y 1925, obteniendo las máximas calificaciones. Seguidamente se trasladó a Madrid, donde cursó estudios superiores de Filología Románica en la Facultad de Filosofía y Letras de la Universidad Central (actual Complutense) entre 1925 y 1930. Con veintiún años, ingresó por oposición en el Cuerpo  Facultativo de Archiveros, Bibliotecarios y Arqueólogos. 
Destinada a la Biblioteca Nacional de España, prestó sus servicios en la Sección de Estampas y Bellas Artes desde 1932, bajo la dirección de Enrique Lafuente Ferrari. En 1942 pasó a ser la directora de dicha Sección, hasta su jubilación en 1979. Bajo su dirección, y con la ayuda de un equipo de bibliotecarias (Consuelo Angulo, María Luisa Molina, Pilar Ducay y Teresa Corredor), se catalogaron todos los fondos de grabados originales conservados en la Sección (147 395 sueltos y 208 141 en libros), además de los localizados en los más de doscientos mil libros del Depósito General y la Sección de Libros Raros de la Biblioteca. Confeccionaron aproximadamente cuatrocientas mil fichas, realizadas sin auxilio de los medios informáticos, de capital importancia a estudiosos e investigadores. Este trabajo tuvo como resultado la publicación de dos obras fundamentales: Iconografía Hispana: catálogo de los retratos de personajes españoles de la Biblioteca Nacional (1966-1970) y Repertorio de grabados españoles de la Biblioteca Nacional (1981-1985). También fue importante su labor de difusión de los fondos a través de numerosísimas publicaciones, entre ellas, dirigió la Iconografía Britana (1948) y la Iconografía Hispana entre 1966-1970), de artículos y catálogos, más la vasta cantidad de exposiciones dedicadas, entre otros, a Goya, Durero, Rembrandt, Fortuny; de apoyo y asesoramiento a otras instituciones españolas así como, a investigadores, y animando a grabadores españoles para que donasen sus mejores obras a la Biblioteca Nacional de España.
Tras su jubilación, Elena Páez siguió trabajando en la preparación de la gran exposición que tuvo lugar en 1993: Los Austrias. Grabados de la Biblioteca Nacional.

## Premios y reconocimientos
- 1978: Medalla de Honor a la Sección de Estampas y Bellas Artes de la Biblioteca Nacional de España, concedida por la Real Academia de Bellas Artes de San Fernando.[5]